# Jüdischer Friedhof (Paderborn)

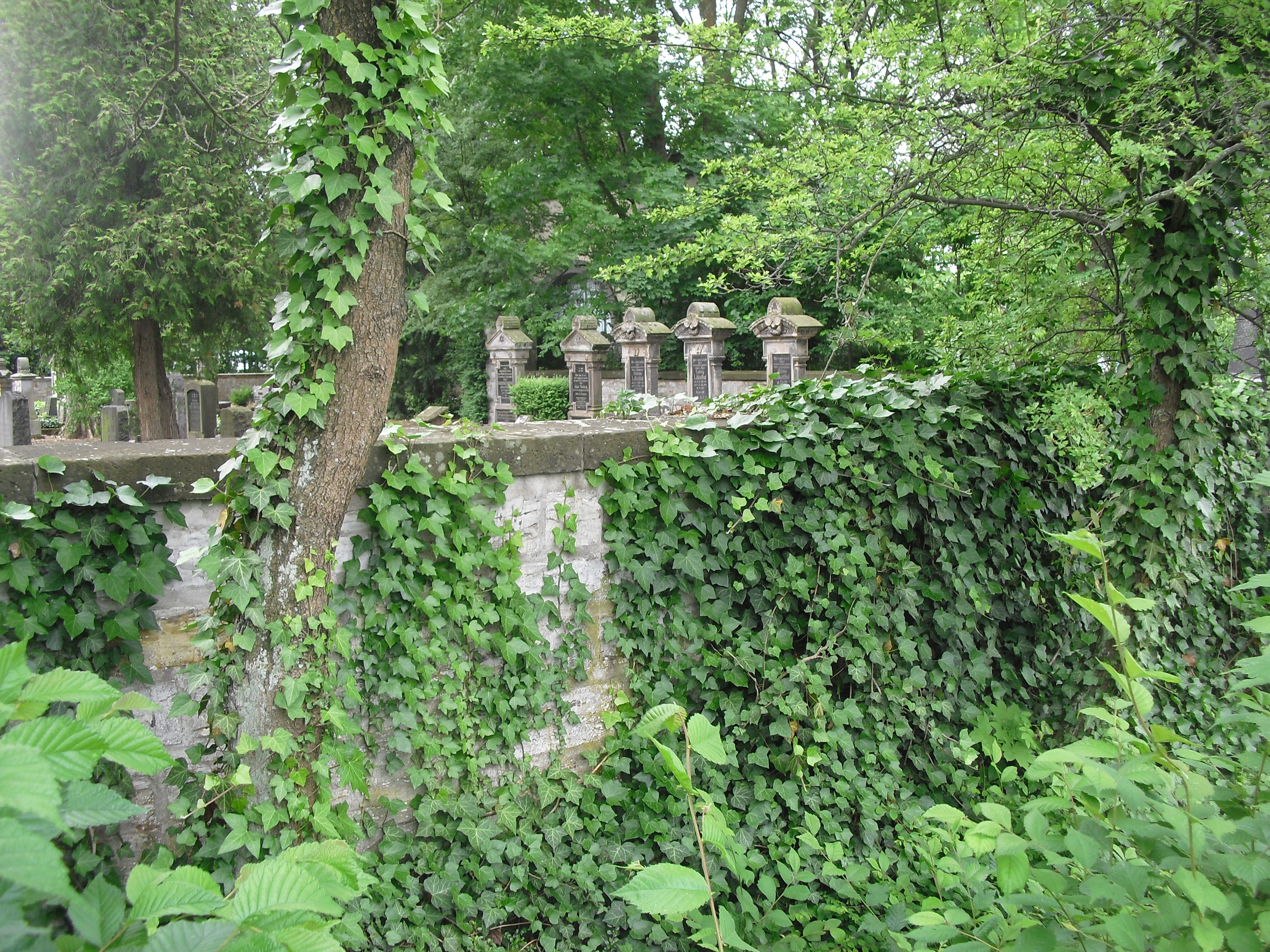
Der jüdische Friedhof in Paderborn (2012)

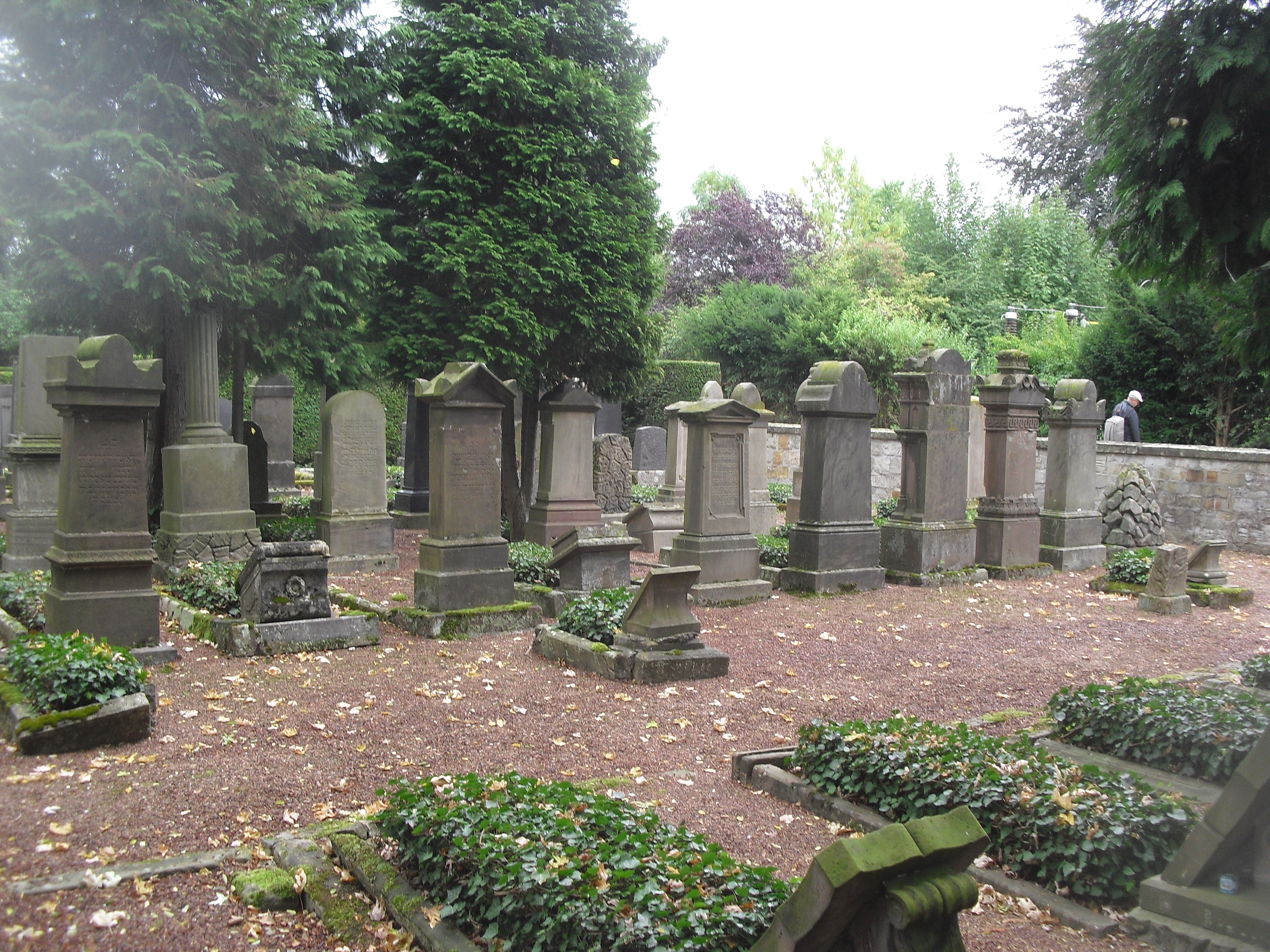
Der jüdische Friedhof in Paderborn (2013)

Der Jüdische Friedhof Paderborn befindet sich in der Stadt Paderborn im Kreis Paderborn in Nordrhein-Westfalen. Als jüdischer Friedhof ist er ein Baudenkmal und seit dem 29. November 1983 unter der Denkmalnummer 20 in der Denkmalliste eingetragen. Auf dem Friedhof Warburger Straße 110, der von um 1887 bis 1938 belegt wurde und seit 1945 bis heute wieder belegt wird, sind über 150 Grabsteine erhalten. 

## Ältere jüdische Friedhöfe ohne Grabsteine
Auf den drei nachfolgend genannten ehemaligen Friedhöfen auf dem Gebiet der Stadt Paderborn befinden sich keine Grabsteine mehr:
- Der sogenannte Alte Friedhof, der vermutlich am südlichen Eingang der Padergasse unweit der alten Paderborner Synagoge am Liboriberg lag, wurde von 1728 bis etwa 1800 belegt. Nach 1800 wurde das Friedhofsgelände in die Gestaltung der Promenadenanlage einbezogen.[1]
- Der Friedhof Am Hilligenbusch wurde im 19. Jahrhundert belegt und bestand bis 1925. Im Jahr 1930 verkaufte die Synagogengemeinde den Begräbnisplatz an die Stadt Paderborn mit der Auflage, das Grundstück nicht zu bebauen. Heute befindet sich dort eine Grünfläche.[2]
- Der Friedhof an der Borchener Straße "am Westernthor, am sogenannten Steinbruch auf dem Weg nach Borchen" wurde von 1835 bis zum Ende des 19. Jahrhunderts belegt.[3]